# داوائو جنوبی
داوائو جنوبی یا داوائو دل سور (Davao del Sur) یکی از استان‌های کشور فیلیپین است. این استان در جنوب این کشور قرار گرفته است و بخشی از جزیره میندانائو به شمار می‌رود.
مرکز این استان شهر دیگوس سیتی است. جمعیت آن بیش از هفتصد و پنجاه هزار نفر است. مساحت این استان بیش از سه هزار و نهصد کیلومتر مربع است .